# 滝沢幸助
滝沢 幸助（たきざわ こうすけ、1925年（大正14年）5月24日 - ）は、日本の政治家。元衆議院議員（2期）。

## 人物・来歴
現在の福島県大沼郡金山町出身。1945年（昭和20年）横田青年学校を卒業。福島県立川口高等学校中退後、地元で農業を営む傍ら、民社党に入党し政治活動に携わる。党内では福島県連委員長や本部統制委員長などの要職を歴任した。また、金山町教育委員会委員長、福島県議会議員（4期）なども務めた。
1976年（昭和51年）の第34回衆議院議員総選挙から1993年（平成5年）の第40回総選挙まで、7回連続で旧福島2区から民社党の公認を得て出馬。うち1983年（昭和58年）の第37回総選挙と1986年（昭和61年）の第38回総選挙で当選、衆議院議員を2期6年務めた。1996年（平成8年）の第41回総選挙には出馬せず、政界を引退。
政界引退後も政治活動を続けており、右派の政治団体である維新政党・新風の顧問を務めているほか、正かなづかひの會の会長として国語を考える国会議員懇談会の発足に尽力している。
歌人・俳人・書家としても知られており、歌集・句集の出版や個展の開催などを行っている。

## 主張
- 国語問題に強い関心を寄せており、議員時代から歴史的仮名遣いへの復帰や人名用漢字の制限撤廃などを訴えていた[7]。
- 昭和天皇の諒闇中に国民が新年を祝うのは不敬であるとして、平成2年の年賀はがきを発行すべきではないと主張した[8]。

## 著作
- 涼火―滝沢第二歌集, 橄欖叢書226号,歴史春秋出版,1985
- 初心―歌と句と川柳の一〇一国会,滝沢事務所,1984
- 壁光―随筆集, 新星書房, 1978
- 共著『今昔秀歌百撰』（コンジヤクシウカヒヤクセン）不出售（フシユツシウ）特定非営利活動法人文字文化協會 2012年 ISBN 978-49905312-25[9]